# 玛丽珍鞋

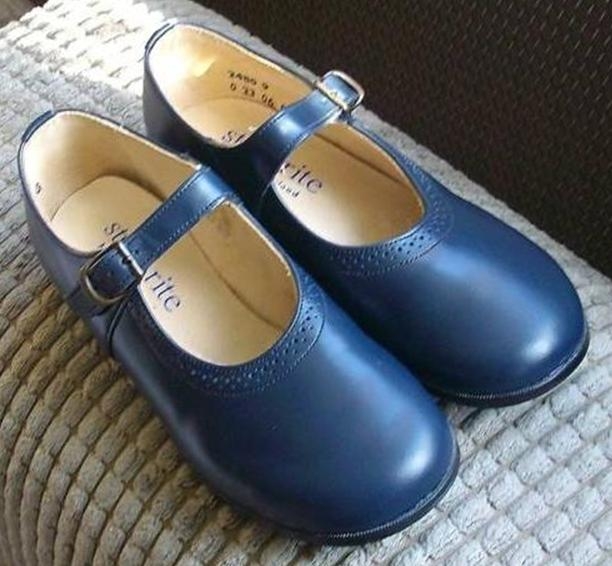
Start-rite生产的传统型玛丽珍鞋

玛丽珍鞋（英語：Mary Jane）是一种包脚、圆头、在脚背有一条或以上绑带的鞋，有时也称返校鞋、婆仔鞋、娃娃鞋。Mary Jane在美国英语中即用于表述这种鞋，且曾用于这类鞋的注册商标。
儿童穿着的传统玛丽珍鞋一般是黑色皮革或漆皮材质，有一条带搭扣或纽扣的绑带，鞋头圆而宽，鞋跟低且鞋外底较薄。女孩一般将玛丽珍鞋与连裤袜或短襪搭配穿着，同时搭配短裙（或长裙）以及衬衫。男孩虽然很少穿玛丽珍鞋，但在穿着时，传统上搭配短袜、长袜。

## 历史

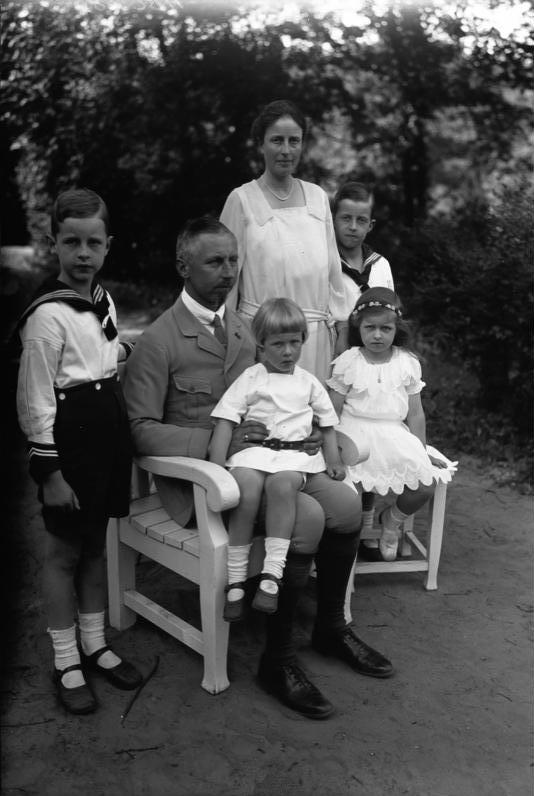
1925年普鲁士奥斯卡王子一家；三个男孩（分别10岁、8岁、3岁）均穿玛丽珍鞋。

如今玛丽珍鞋通常多为女孩所穿着，但历史上也有男性穿着此类鞋的先例，如文艺复兴时期的男子、19世纪至20世纪后期的一些男孩（二战后较少，多为名门）。
脚背有绑带的童鞋出现于19世纪初期，最初属于男孩女孩均穿着的鞋款。但自20世纪30年代至40年代起，这类鞋在北美和欧洲被认为是主要为女孩准备的鞋。而在20世纪20年代，玛丽珍鞋也在成年女性中流行。

## 名称来源
玛丽·珍是理查德·奥特考特1902年所作漫画《布朗小子》中的一个角色，原型为奥特考特的女儿（其名亦为玛丽·珍）。该角色在漫画中被设定为男主角巴斯特·布朗的女友，时常穿着带有绑带的鞋。奥特考特及其女儿称，玛丽·珍这一角色是《布朗小子》中唯一有真实原型的角色。
1904年，奥特考特在圣路易斯博览会上授权多达200个公司使用《布朗小子》中的角色宣传各自的产品，其中就包括布朗鞋业，该鞋厂后来更雇用演员扮演《布朗小子》中的角色在全美各影院及商店宣传其产品。漫画中巴斯特·布朗和玛丽·珍穿着的鞋款也在这一系列宣传中被称为玛丽珍鞋。

## 穿着场合
如今，玛丽珍鞋（尤其是其经典款式）常被认为是正式或半正式的儿童鞋款，适合在学校、宗教仪式、婚礼、外访以及生日聚会等场合穿着，且较多的学校要求女生用玛丽珍鞋搭配校服（而中国大陸部分学校则将这类搭配定为礼服）。而一些现代风格的玛丽珍鞋也在休闲场合穿着，如游乐场、购物中心等。尽管流行程度并不如前，但玛丽珍鞋在儿童中仍属于经典，对多数人而言也是女孩时代的象征。

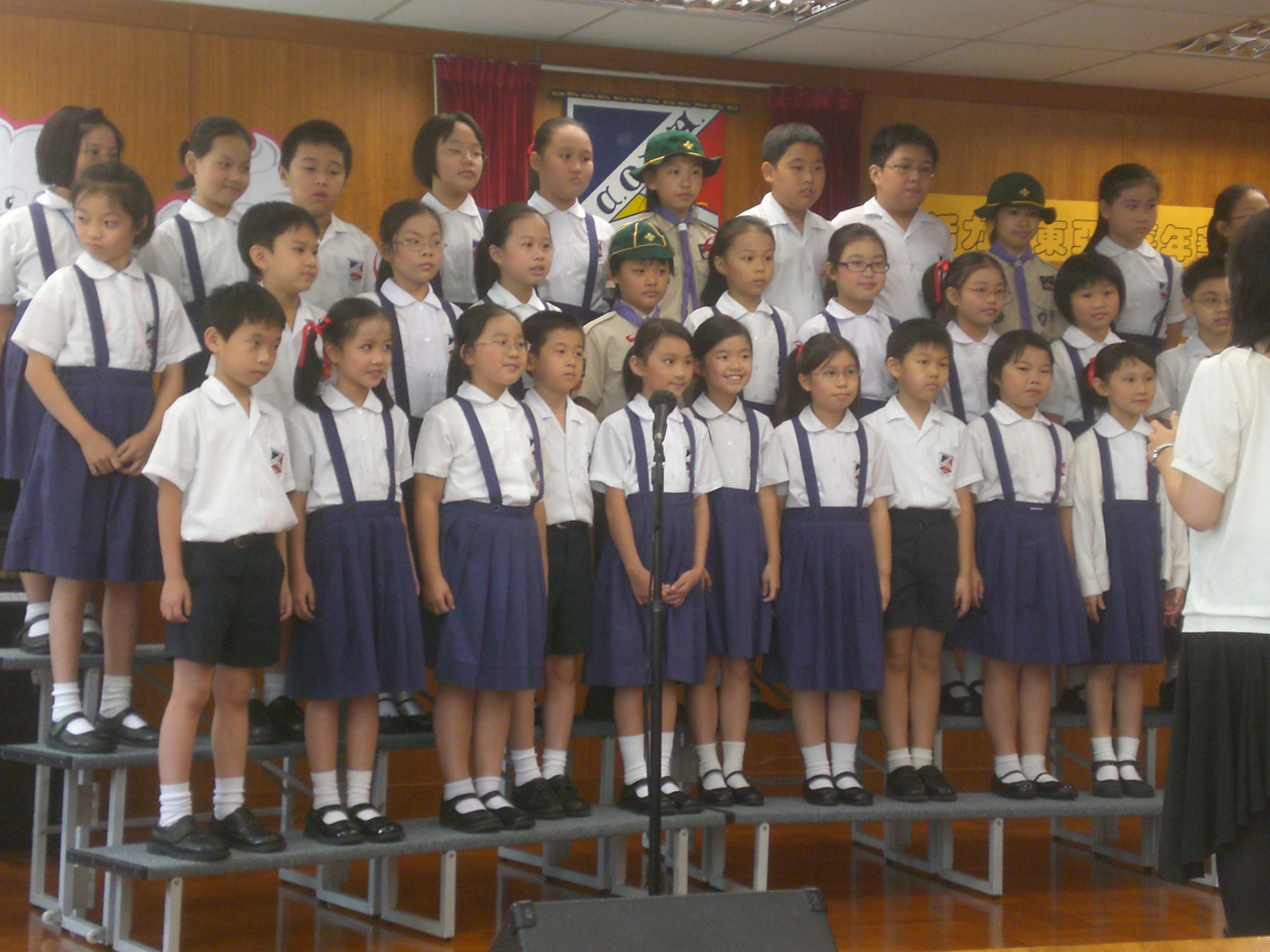
在香港校服中，女生多穿玛丽珍鞋
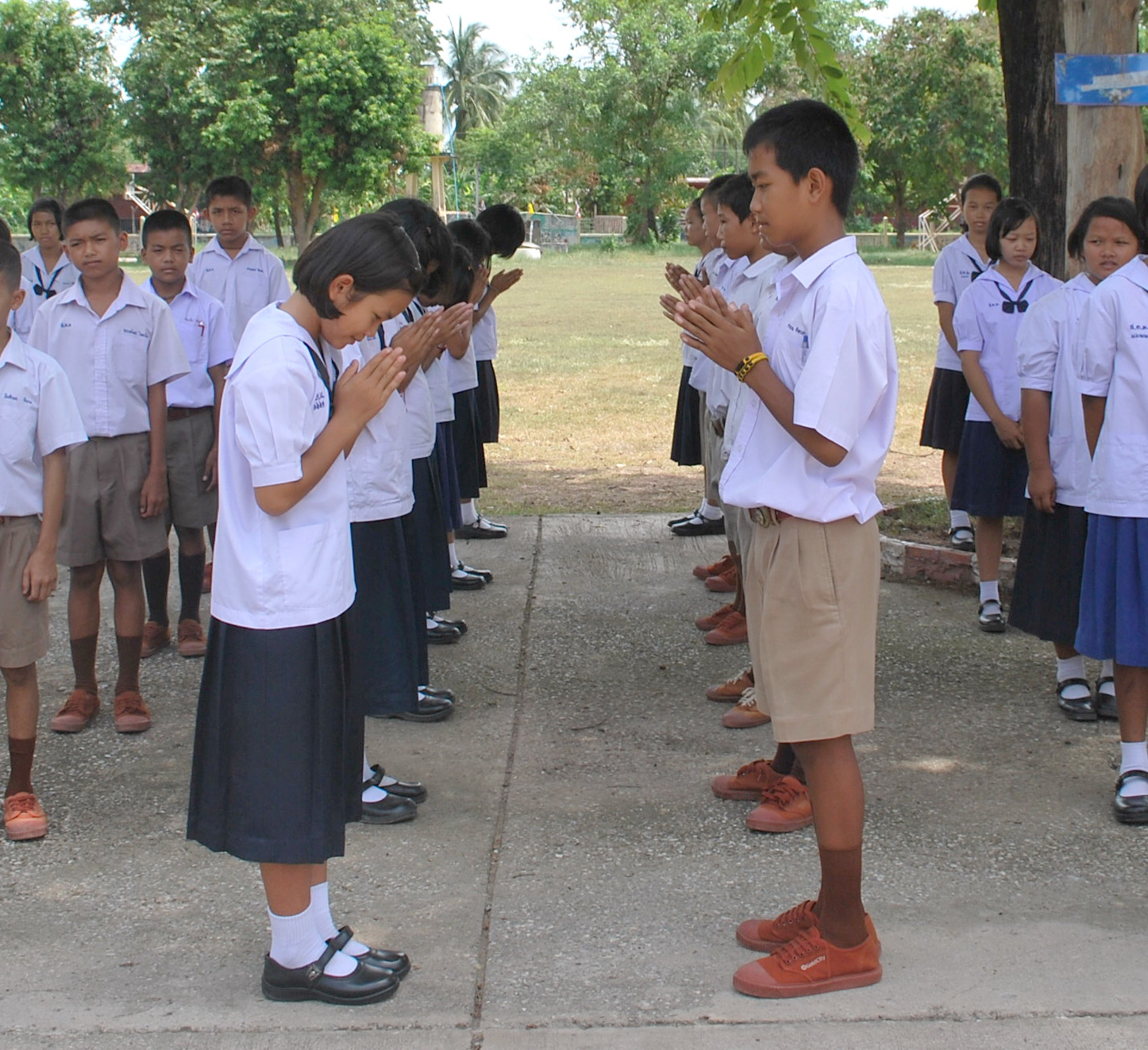
泰国学生校服中，女生校服亦包括玛丽珍鞋
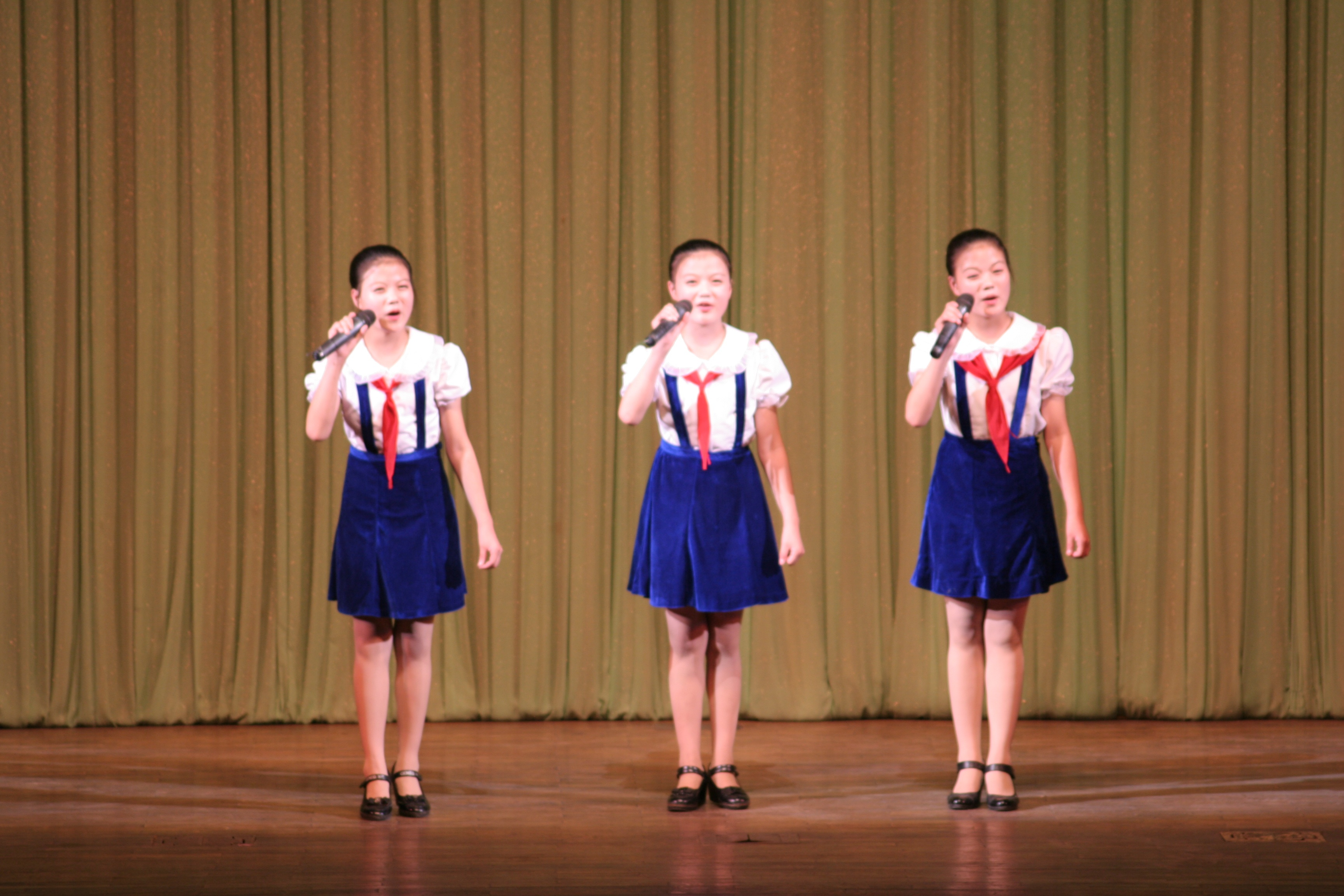
玛丽珍鞋在朝鲜同样属于学生装的一部分，图中场合为文艺演出
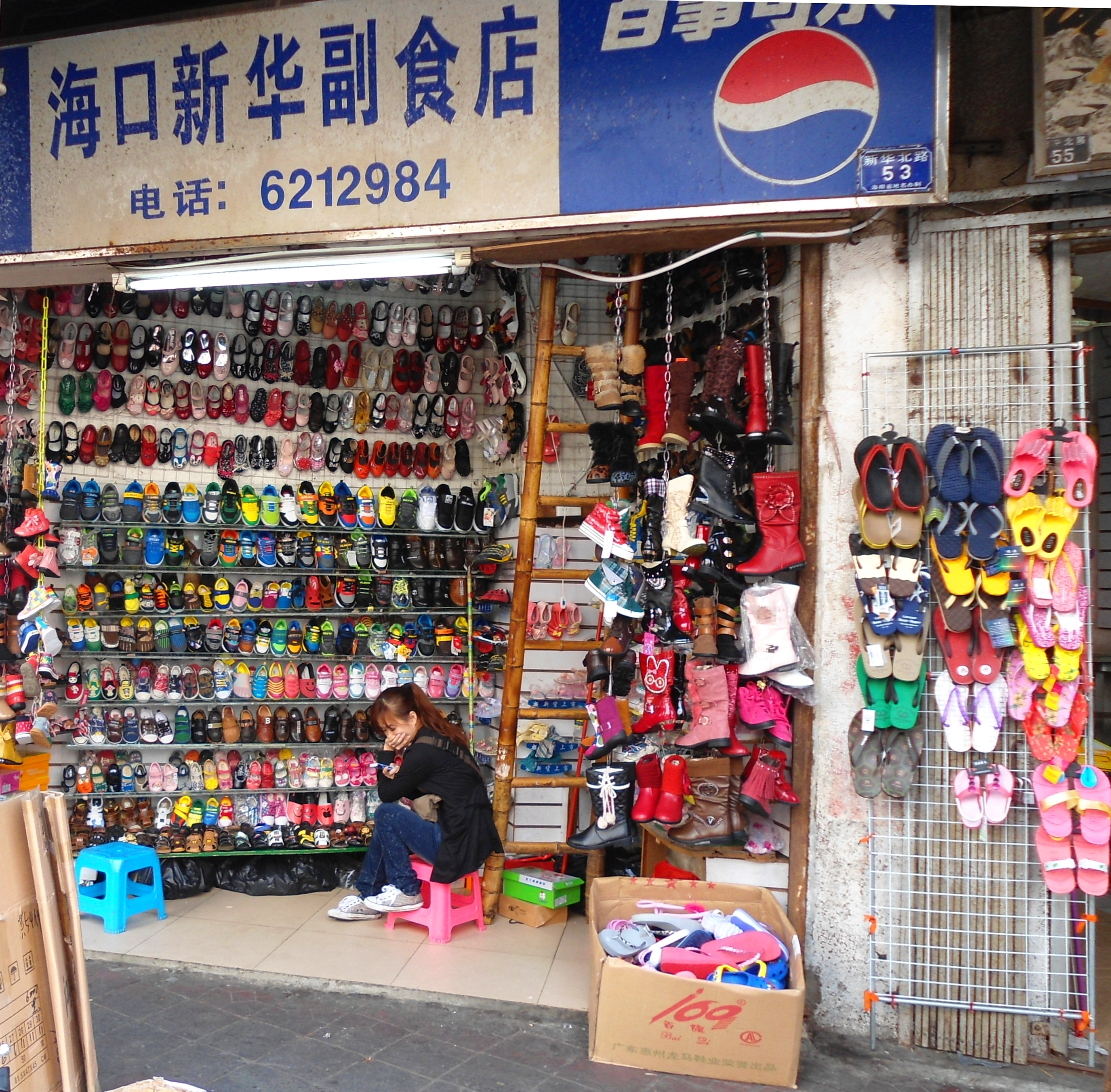
中国海口一鞋店销售的童鞋，悬挂在左侧墙上的多为玛丽珍鞋，可见其不同款式
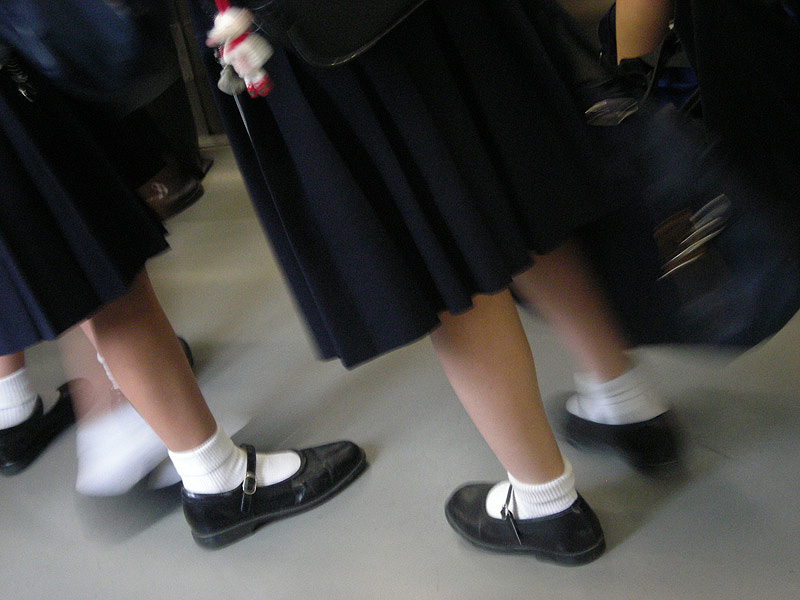
日本东京穿玛丽珍鞋的女学生

## 变种

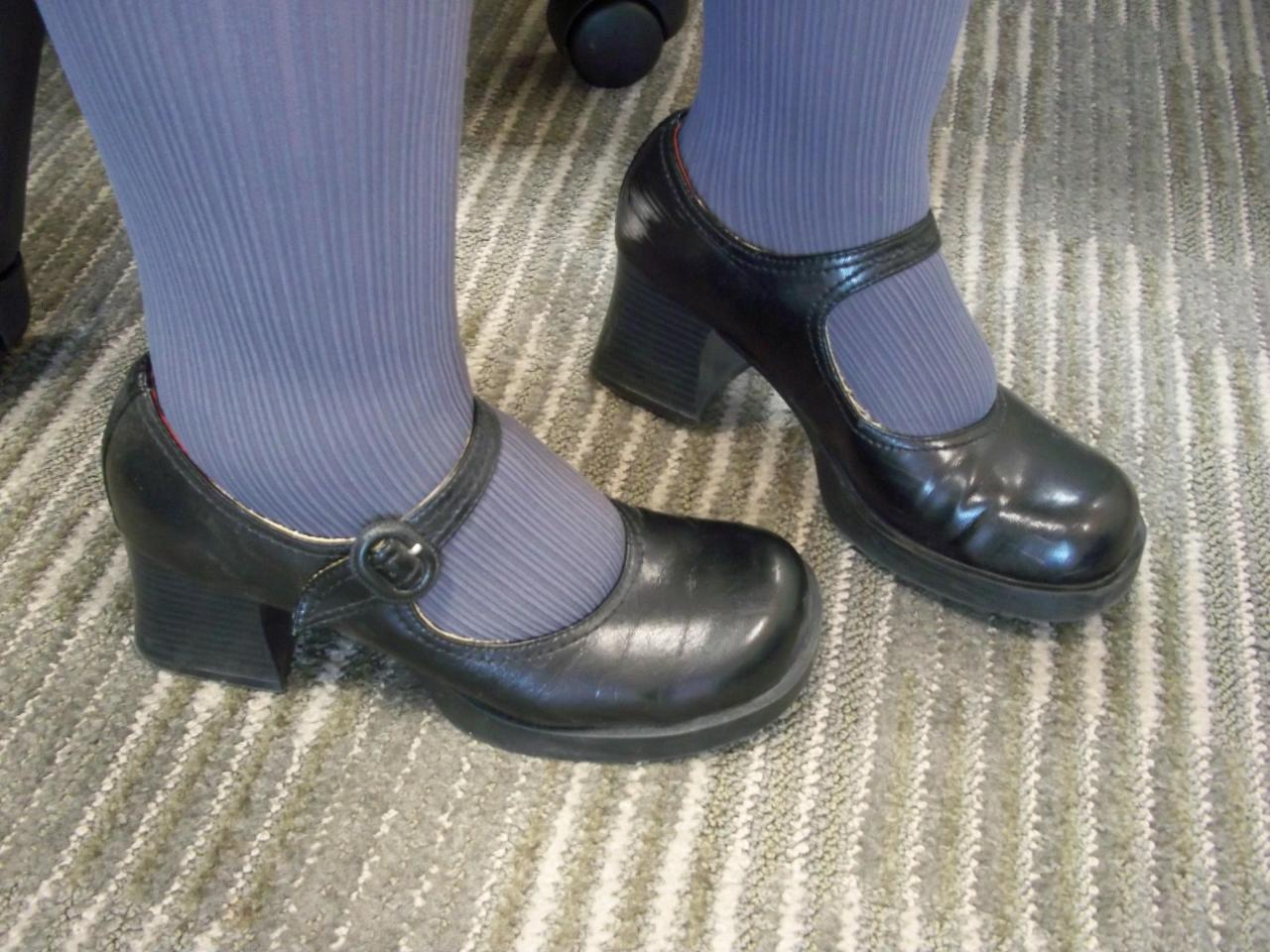
粗跟玛丽珍鞋

现时传统玛丽珍鞋仍然倍受欢迎，而高跟变种的玛丽珍鞋也自20世纪90年代起流行，这类变种玛丽珍鞋的外底厚度介于1至3厘米间，鞋跟高度介于8至13厘米间且较粗，搭扣亦有所增大。这种风格在1990年代末、2000年代初的美国尤为流行，多见于朋克搖滾、疯狂摇滚和哥特次文化中。穿着者时常将该变种搭配暗色的及膝针织袜或是长袜，以及带格子图案、打褶的校服款短裙，以加强衣着视觉效果。
玛丽珍鞋也是萝莉塔风尚的一部分。如玛丽珍鞋般在脚背处设一条绑带的宫廷鞋被称为“Mary Jane pump”（玛丽珍宫廷鞋），尽管并不像原版玛丽珍鞋那般拥有低跟或宽头等特征，且严格意义上的宫廷鞋没有绑带。